# زنجیران
زنجیران روستایی در دهستان تلخاب بخش خنجین شهرستان فراهان استان مرکزی ایران است.

## جمعیت
بر پایه سرشماری عمومی نفوس و مسکن در سال ۱۳۹۵ جمعیت این مکان ۱۲۸ نفر (۴۲خانوار) بوده‌است.